# Jaki Liebezeit
Jaki Liebezeit (født Hans Liebezeit; 26. maj 1938, død 22. januar 2017) var en tysk trommeslager, bedst kendt for sin tid med det eksperimentale rockband Can.

## Karriere
Liebezeit begyndte sin karriere i jazz, og spillede over 1960'erne i en række forskellige jazzgrupper, inklusiv Manfred Schoofs gruppe, som var en af pionerende af free jazz.
Liebezeit blev dog træt af jazz, og bevægede sig imod mere psykedelisk musik. Det var herigennem, at han blev en af de grundlæggende medlemmer af Can i 1968. Liebezeit var en af pionerende af den høje tempo men minimalistiske trommerytme, som i eftertiden er blevet kendt som 'Motorik', som var en af de mest centrale temaer i krautrock-genren, og han modtog erkendelse især for sit arbejde på album som Tago Mago og Ege Bamyasi.
Efter Can var han del af en række mindre grupper, og optog musik med en række forskellige kunstere. Han fungerede også som studiemusiker for flere kunstnere, herunder Depeche Mode, Eurythmics og Brian Eno.

## Privat
Liebezeit blev født i Ostrau, nær Dresden. Hans far var musiklærer, men døde i 1943. Efter Anden verdenskrig flyttede han med sin mor til Vesttyskland, kort før at grænsen blev lukket.
Han døde den 22. januar 2017 i en alder af 78 af lungebetændelse.